# Модерадос
Модерадос (исп. Partido Moderado, дословно — «умеренная партия») — испанская праволиберальная партия, существовавшая в 1820—1874 годах. Объединяла часть дворянства, крупных помещиков-латифундистов и богатой буржуазии, а с 1851 года — и части духовенства; наряду с Прогрессистской партией (исп. Partido Progresista) была одной из двух главных партий в политической жизни страны периода правления королевы Изабеллы II. Обе партии поддерживали Изабеллу во время противостояния с карлистами. Стояла на позициях капитализма, централизма, сильной королевской власти и внутренней стабильности. По состоянию на 1844 год включала в себя три фракции.

## История
Предшественниками «модерадос» были «досеанисты» («либералы 1812 года»), которые были сторонниками Кадисской конституции 1812 года. В марте 1820 года в результате революции 1820—1823 годов представителям партии удалось сформировать правительство, однако вследствие своих нерешительных действий в августе 1822 года они лишились власти, перешедшей к более радикальной партии — «эксальтадос».
В 1833 году, после смерти короля Фердинанда VII они выступили против Дона Карлоса, младшего брата короля, и поддержали в борьбе за трон дочь умершего короля, трёхлетнюю Изабеллу, при регентстве Марии Кристины. В январе 1834 года партия была реорганизована в Умеренную («модерадос») в связи с началом Первой карлистской войны, когда королева Мария Кристина фактически передала власть в руки премьер-министра Франсиско Мартинеса де ла Роса, поддерживавшего «модерадос» и издавшего в апреле того же года так называемый Королевский статут, ставший политической программой партии. Однако в сентябре 1835 года вследствие народных протестов правительство Мартинеса было принуждено уйти в отставку, а власть перешла к прогрессистам; в начале 1840-х годов члены Умеренной партии активно выступали против демократических преобразований.
Вновь прийти к власти представители «модерадос» смогли в июле 1843 года под руководством генерала Рамона Марии Нарваэса, возглавившего переворот, завершивший революцию 1840—1843 годов. Партия сохраняла контроль над правительством на протяжении почти 11 лет — этот период их правления получил название «умеренного десятилетия» (исп. Década moderada; 1843—1853). После двухлетнего правления прогрессистов (исп. Bienio progresista; 1853—1855) «модерадос» вернулись к власти в союзе с либералами-центристами. После Славной революции 1868 года и принятия конституции 1869 года «модерадос» не смогли получить мест в парламенте и утратили всякое политическое влияние. После падения Первой Испанской республики и восстановления монархии в 1874 году произошло объединение остатков «модерадос» и центристского Либерального союза в Либерально-консервативную партию.